# Alfred Gray
Pour les articles homonymes, voir Gray.
Alfred Gray (22 octobre 1939 – 27 octobre 1998) est un mathématicien américain dont les principaux axes de recherche ont porté sur la géométrie différentielle. Il fait également des contributions dans les domaines de l'analyse complexe et des équations différentielles.

## Biographie
Alfred Gray est né à Dallas fils d'Alfred James Gray et Eloise Evans. Il étudie les mathématiques à l'université du Kansas. Il reçoit un doctorat de l'université de Californie à Los Angeles en 1964 et passe quatre ans à l'université de Californie à Berkeley. De 1970 à 1998, il est professeur à l'université du Maryland.
Il est mort à Bilbao, en Espagne, d'une crise cardiaque en travaillant avec des étudiants dans un laboratoire informatique au Colegio Mayor de Miguel de Unamuno autour de 4 heures du matin, le 27 octobre 1998.

## Contributions mathématiques
Dans le vaste domaine de la géométrie différentielle, il fait des contributions spécifiques à la classification des différents types de structures géométriques, tels que la variété kählérienne.
Il introduit la notion de variété presque-kählérienne (en), donne des obstructions topologiques à l'existence de structures géométriques, fait plusieurs contributions dans le calcul du volume des tubes et des balles, de la courbure des identités. Il publie un livre sur les tubes et est l'auteur de deux manuels scolaires et plus d'une centaine d'articles scientifiques. Il est un pionnier dans l'utilisation de l'informatique graphique dans l'enseignement de la géométrie différentielle (en particulier la géométrie des courbes et des surfaces) et de l'utilisation de l'électronique de calcul dans l'enseignement à la fois de la géométrie différentielle et équations différentielles ordinaires.